# 制裁棒
制裁棒（せいさいぼう）は、かつてアイヌ民族の社会において、刑に用いられた棍棒である。アイヌ語ではストゥ（sutu）、もしくはシュトと呼称される。

## 概要
制裁棒が使われるのは、殺人、傷害、窃盗、不義密通である。犯人を処分するに当たり、コタンの長や長老はこの棍棒を用いて罪人を杖刑に処すか、あるいはアキレス腱を切断し追放する刑に処した。
制裁棒の形状は多様であり、ギザギザ状の（歯車を重ねたような）もの、そろばん玉のような玉をいくつも連ねたようなものなど個性がある。児玉コレクションには分銅鎖のように柄頭に紐が結ばれている物が収蔵されている。
窃盗が重罪だったため、アイヌ社会では、他人から不要な疑いをかけられないよう、「他人の家に行ったら、誰か家の人がいるかどうかよく見て、もし留守だったらすぐに帰ってきなさい」と祖父母が子供に言い聞かせたとされる。

## 決闘･武器としての役割
アイヌでは揉め事から暴力沙汰に発展することを防ぐため「チャランケ」と呼ばれる公開議論で是非を決した。チャランケで決着がつかない場合は双方の親族が集まり制裁棒で双方の背中を打って無事であれば両者痛み分けで決着とする喧嘩両成敗のような儀式「ウカル」が行われるため、これに備える目的での稽古も行われていた。秦檍丸の『蝦夷島奇観』（寛政12年）や『蝦夷風俗図』（平沢屛山）などには、「ウカルの稽古」の様子が描かれている。
集団間での棍棒を用いた戦闘があったことは、『蝦夷藪話』（正徳2年（1712年）に大隅の船員が択捉島に漂着し、根室で見た様子の記録）に記述があり、また、『北海記』（天明5年（1785年）に宗谷に行った者の記録）や『渡島筆記』にも記述が見られる。
改良して通常より長くし、先端に鉄片を植えて殺傷力を高めた金砕棒に近い形態も確認されている他、考古学の観点からは、北海道の棍棒と同様の形状のものが、岡山市の弥生時代の遺跡である南方遺跡から発見されている。
ポンヤウンペのユーカラにも棍棒による一騎討ちが描かれている。